# Hélène de Znojmo
Hélène de Znojmo (polonais : Helena znojemska) (°v.1141-†v.1202/1206) est une princesse de Bohême, fille de Conrad II de Znojmo. Vers 1163, elle épouse Casimir II le Juste et devient ainsi duchesse de Pologne.

## Biographie
Vers 1163, Hélène épouse Casimir II. Celui-ci rentre alors tout juste de Germanie où il était retenu en otage afin de garantir la loyauté de son frère Boleslas IV à l'empereur Frédéric Barberousse. Dernier fils de Boleslas III, Casimir n'était pas né lorsque son père a rédigé son testament, aussi n'a-t-il rien reçu en héritage, contrairement à ses frères Boleslas, Mieszko et Henri qui ont reçu chacun un duché.
La situation des jeunes époux s'améliore un peu lorsqu'Henri décède en 1166. Sans descendance, Henri a désigné Casimir pour seul héritier, ce que conteste l'aîné Boleslas. Le duché est divisé en trois parts. Boleslas s'attribue la plus grande, avec Sandomierz pour capitale. Une autre part revient à Mieszko III, tandis que Casimir doit se contenter de la petite localité de Wiślica.
Boleslas IV décède en 1173. Selon le principe du séniorat, Mieszko III lui succède en tant que princeps. Casimir obtient l'intégralité du duché de Sandomierz et devient le tuteur de Lech, le fils de Boleslas.
En 1177, Mieszko doit s’enfuir de Cracovie à la suite du soulèvement des habitants, auxquels s’est joint Odon, le fils aîné de Mieszko. À la demande de la noblesse de Petite-Pologne, Casimir II monte sur le trône de Cracovie.
Le 4 mai 1194, pendant un banquet, Casimir II le Juste meurt inopinément. Il laisse deux très jeunes héritiers. La régence, qu'Hélène assure avec l'évêque de Cracovie (pl) n'est pas de tout repos. Les autres princes de Pologne sont une perpétuelle menace pour les enfants. Mieszko III envahit la Cujavie qu’il offre à son fils Boleslas. Le 13 septembre 1195, la bataille de la Mozgawa oppose Mieszko III aux partisans de Lech le Blanc. Mieszko est vaincu, et son fils Boleslas périt dans la bataille.
En 1198 Hélène et Mieszko parviennent à un accord. Mieszko reconnaît Lech le Blanc comme héritier du duché de Petite-Pologne, mais obtient la régence, en échange de quoi il laisse la Cujavie. Il devient de fait princeps de Pologne, autorité qu'il ne conserve guère puisqu’il décède le 13 mars 1202.
Hélène décède entre 1202 et 1206 peut-être un 2 avril. Sa grande sagesse politique est attestée dans la chronique de Vincent Kadlubek. Selon lui, la princesse était « une femme avec plus de sagesse que d'habitude les femmes ont ».

## Mariage et descendance
Hélène et Casimir eurent sept enfants :
1. Maria (° 1164 – † 1194), mariée en 1178 au Prince Vsevolod IV de Kiev ;
2. Casimir (° v. 1165 - † 1er mars 1167) ;
3. Boleslas (° 1168/71 - † 16 avril 1182) ;
4. Odon (mort jeune) ;
5. Adelaïde (pl) (° v. 1177/84 - † 8 décembre 1211) ;
6. Lech le Blanc (° v. 1186/87 - † 23 novembre 1227 à Marcinkow) ;
7. Conrad (° v. 1187/88 - † 31 août 1247).

## Sources
- (en) Cet article est partiellement ou en totalité issu de l’article de Wikipédia en anglais intitulé « Helen of Znojmo » (voir la liste des auteurs).